# Republican Liberty Caucus
Il Republican Liberty Caucus (RLC) è un'organizzazione politica libertaria che promuove l'ideale dei diritti personali, la limitazione del potere dello Stato e la libera iniziativa economica all'interno del Partito Repubblicano.
Fondato il 6 aprile 1991 da Roger McBride e da altri membri riunitisi in occasione della convention dei giovani repubblicani, oggi conta numerosi membri e sedi in 12 stati.
L'RLC si oppone a qualunque intervento dello stato in ambito economico, incluso ogni forma di welfare o sussidio.
Inoltre, è favorevole ad un drastico taglio delle tasse, queste devono essere limitate a quanto necessario allo Stato per i suoi compiti basilari.
All'interno del RLC sono presenti vari filoni politico-filosofici del libertarianismo e del conservatorismo americano, tra i quali:
- il paleolibertarismo;
- il neolibertarismo;
- il miniarchismo;
- l'oggettivismo;
- il conservatorismo costituzionale;
- il liberismo di destra;
- il liberalismo classico;

Tra i personaggi politici più noti appartenenti al RLC, vi è Ron Paul.